# 近藤勇磨
近藤 勇磨（こんどう ゆうま、1993年11月11日 - ）は、日本の俳優、モデル。愛知県出身。

## 来歴
2013年、19歳でソニー・ミュージックアーティスツ初のボーイズオーディション「ダンリョク」でファイナリストに選ばれる。
2015年、無名塾入塾試験において最終審査進出。
雑誌MONOQLO（晋遊舎）にてモデル兼アルバイトをしているところ、CHOKi CHOKi、FINEBOYS、MEN'S NON-NOなどに読者モデルとして掲載。
2016年『第3回 Smart×SonyMusic モデルオーディション』にて応募総数約5000名から審査員特別賞を受賞。smart (雑誌)誌面にて専属モデルデビュー。同期には門下秀太郎がいる。
受賞がきっかけでモデル兼アルバイトをしていた雑誌MONOQLOにてレギュラーモデルとなる。
2016年、出口典雄主宰のシェイクスピア・シアター演劇研修所に入所。
2019年、主演した映画『桜が咲く頃 交わした約束は、』がスペイン マドリード国際映画祭 最優秀外国語短編映画賞を受賞。
2023年、 バンカケ〜警視庁自動車警ら隊（テレビ東京）にて小林悟 役で民放ドラマ初出演。

## 人物
俳優に興味を持ち始めたきっかけは中学生の時に見た野島伸司脚本のラブシャッフル（TBS）であり、登場人物がみんな好きと話す。
趣味はポジティブシンキング、本を読む。サッカー観戦。特技はハンドボール 、走り高跳び 、パントマイムの音。
高校時代はハンドボール部で愛知県内の選抜に選出され、主将を経験。
吉田鋼太郎や佐野史郎を輩出したシェイクスピア・シアター研修所には通常1年しか在籍できないが主宰の出口典雄に無理を言って2年目に突入を希望したところ「好きにしろ」といわれ継続して2年学んだ。

## 出演

### 映画
- 帝一の國（2017年、東宝） - 番周作 役
- 曇天に笑う（2018年、松竹）
- 空蝉の夕（2018年） - 主演　内山弘樹 役　夜空と交差する森の映画祭上映
- 桜が咲く頃 交わした約束は、（2019年） - 主演　柴山春樹 役　マドリード国際映画祭　最優秀外国語短編映画賞受賞
- DAUGHTER（2023年、SAIGATE） - 神山楓 役　第1回 横浜国際映画祭クロージング作品[2]
- 満天の星の下で（2025年） - 高野 役[3]

### ドラマ
- バンカケ〜警視庁自動車警ら隊（2023年3月27日、テレビ東京） - 小林悟 役
- 王様に捧ぐ薬指 第1話（2023年4月18日、TBS） - 渡辺の婚約者 役
- JKと六法全書 第6話（2024年5月24日、テレビ朝日） - 田所雄一 役[4]

### 舞台
- 「比翼の鳥 / ファイティング・サトコ」作・演出：秦建日子（2013年）-森坂捜査課長 役-
- 劇団番町ボーイズ☆☆第６回本公演「ギブアップダンス」作・演出：山田能龍（2017年）-横田輝彦 役-
- 「Crimes of the heart-クライムス オブ ザ ハート-」（文化庁・日本劇団協議会）上演台本・演出：板垣恭一（2020年）-ドッグ・ポーター 役-

### 雑誌
- Daytona（2014年、ネコパブリッシング）
- Tipo（2014年、ネコパブリッシング）
- CHOKi CHOKi（2015年 - 2016年、内外出版社）
- ランニングスタイル（2015年 - 2016年、枻出版社）
- FINEBOYS（2016年 、宝島社）
- MEN'S NON-NO（2016年、集英社）
- smart（2016年 - 2018年、宝島社）
- MONOQLO（2016年 - 2019年、晋遊舎）
- ゼクシィ（2019年、リクルート）
- UOMO（2022年、集英社）

### CM
- ソニープレイステーション祭り「ドラクエビルダーズ」篇（2016年）
- アサヒスーパードライ「今しかできない」篇（2019年）
- ジェムソン・アイリッシュ・ウイスキー 「HALLOWEEN」篇　主人公（2019年）
- サードウェーブ GALLERIA「POWER TO THE GAMER MOBAMMO」篇　主人公（2019年）
- ByteDance Tik Tok「meet your X」篇（2020年）
- NEXCO中日本 「次の道を行く人」篇（2020年）
- VAIO「挑戦って」篇（2020年）
- 富士フイルム instax“チェキ”「クリスマスプレゼント2021」篇（2021年）
- Behaviour InteractiveDead by Daylight mobile（2022年） 主人公
- Sky Entertainment 神界奇伝～八百万神の幻想譚～「告白」篇(2022年） えなこ 彼氏 役
- キリン のどごし生「新しいをみんなに」篇（2022年）
- ダイハツ 「FUN MOMENT」篇（2022年）
- JR東海 「会いに行く、が今日を変えていく。」（2023年）

### WEB
- ホビダス ECサイト
- マルイウェブチャンネル
- CHAMS ECサイト
- FREDY & GLOSTER ECサイト
- NICOLE ECサイト
- LEVI’S ECサイト
- BEAMS ECサイト

### ブランド
- 「ZIIIRO」（2018年、オフシャルモデル）
- 「LOCONDO×OASYS」（2019年、タイアップモデル）
- 「BEAMS OUTLET」（2020年）

### PV
- 松田真将 「桜が咲く頃、交わした約束。」（2019年　ユニバーサルミュージック）
- ペンギンラッシュ「悪の華」（2019年　SPEEDSTAR RECORDS）
- UA「会いに行こう」（2023年　SPEEDSTAR RECORDS）

### バラエティ
- アメトーーク!（2023年2月16日、テレビ朝日）「オシャレしていると思われない芸人」※モデル出演
- ツッコミたくなる事件簿 浜田新聞社（2024年3月17日、読売テレビ） 藤元 役